# 8-as busz (Mosonmagyaróvár)
A mosonmagyaróvári 8-as jelzésű autóbusz a Vasútállomás és a Lematex megállóhelyek között közlekedik. A vonalat a Volánbusz üzemelteti.

## Története
2020. május 16-ától a Lematex elköltözése miatt az autóbuszvonalat megszüntetik.

## Közlekedése
Csak munkanapokon közlekedik, 1 járatpár. A vonalon csak regionális autóbuszjáratok közlekednek.

## Útvonala
| Lematex felé                                                                                                  | Vasútállomás felé                                                                                             |
| --- | --- |
| Vasútállomás – Hild János tér – Soproni utca – József Attila utca – Gabona rakpart – Kenyérgyári út – Lematex | Lematex – Kenyérgyári út – Gabona rakpart – József Attila utca – Soproni utca – Hild János tér – Vasútállomás |

## Megállóhelyei
| 0 | Vasútállomás       | 5 | 1, 1B, 1K, 2, 4, 4A, 4H, 5, 6, 7 | Mosonmagyaróvár Hild János tér |
| 1 | József Attila utca | 3 | 1, 1B, 1K, 2, 4, 4H, 5, 6        |                                |
| 2 | Kühne gyár         | 2 | 1, 1B, 1K, 2, 3, 3K, 4, 4H, 5, 6 | Kühne gyár                     |
| 3 | Lematex            | 0 |                                  |                                |